# Karl Gustaf Olsson
Karl Gustaf Olsson, K.G. Olsson, född 18 januari 1923 i Norrby socken, Västmanlands län, död 21 januari 2004 i Östhammar, Uppsala län, var en svensk länsåklagare.
Efter studentexamen i Stockholm 1942 blev Olsson juris kandidat 1950, genomförde tingstjänstgöring i Östersysslets domsaga 1950–52 och genomgick polischefskurs 1955–56. Han tjänstgjorde i landsfogdeorganisationen 1952–57, blev extra föredragande vid Riksåklagarämbetet 1956, var polisintendent i Västerås 1958–59, t.f. polismästare där 1958–59, biträdande landsfogde i Gävleborgs län 1960–64, t.f. byråchef vid Riksåklagarämbetet 1964 samt länsåklagare och chef för länsåklagarmyndigheten i Gävleborgs län från 1965.
Olsson var sekreterare i utredningen för översyn av brottsregister 1956–63, tillika expert 1960–63 och expert i polisberedningen 1962–64. Han var även biträdande föreståndare och lärare vid statens polisskola i Gävle 1960–67.
Olsson var 1971 åklagare i rättegången i Söderhamns rådhus mot hemmansägaren Gunnar Bengtsson från Bergvik, som åtalats för de så kallade tingshusmorden, då fyra personer sköts ihjäl under en förberedande förhandling på Sydöstra Hälsinglands tingshus i Söderhamn.